# Olympische Sommerspiele 1948/Leichtathletik – Speerwurf (Männer)

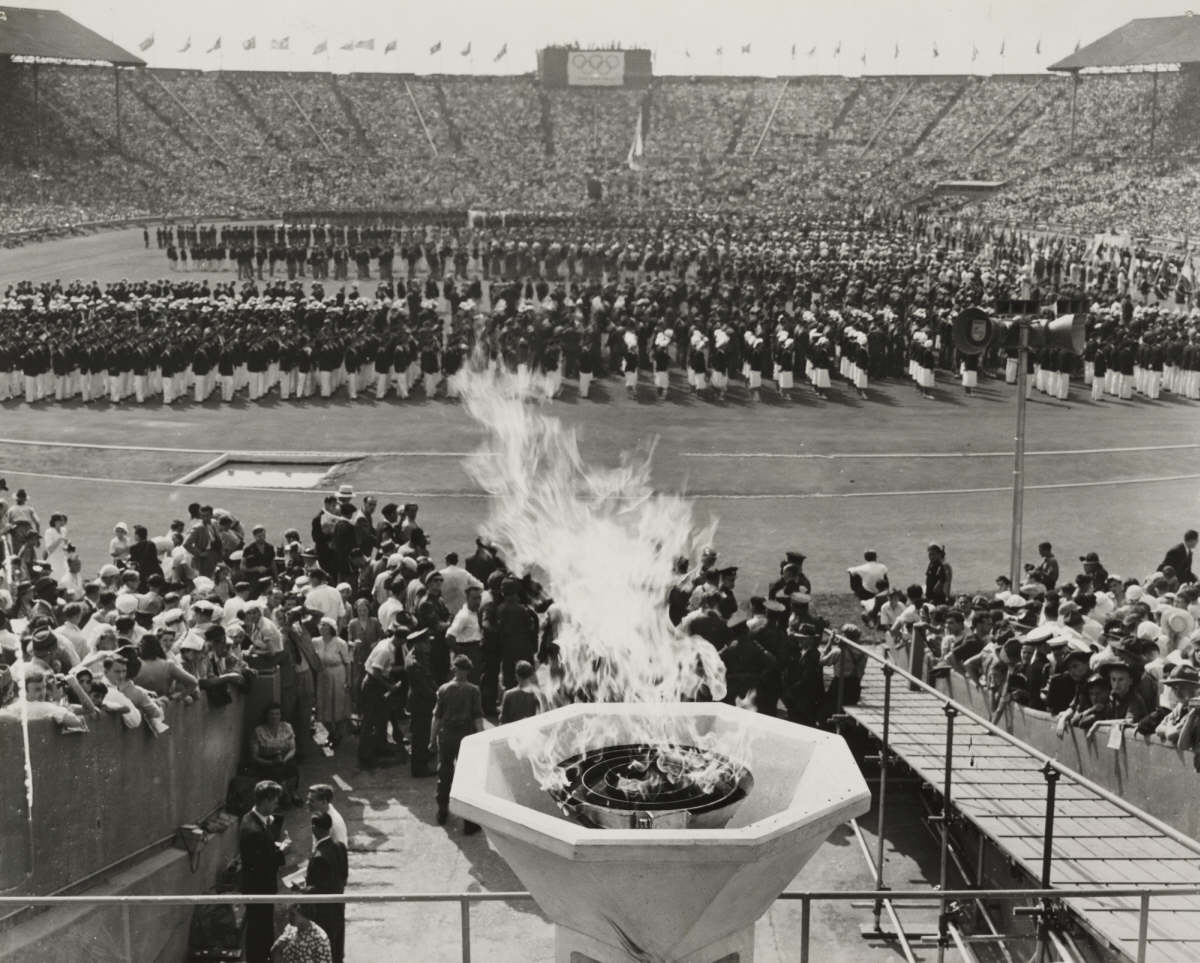
Eröffnungsfeier bei den Olympischen Spielen in London

Der Speerwurf der Männer bei den Olympischen Spielen 1948 in London wurde am 4. August 1948 im Wembley-Stadion ausgetragen. 22 Athleten nahmen teil.
Olympiasieger wurde der Finne Tapio Rautavaara vor dem US-Amerikaner Steve Seymour. Bronze ging an den Ungarn József Várszegi.

## Bestehende Rekorde
| Weltrekord         | 78,70 m | Yrjö Nikkanen ( Finnland)  | Kotka, Finnland            | 16. Oktober 1938 |
| Olympischer Rekord | 72,71 m | Matti Järvinen ( Finnland) | Finale OS Los Angeles, USA | 4. August 1932   |

Der bestehende olympische Rekord wurde bei diesen Spielen nicht erreicht. Olympiasieger Tapio Rautavaara verfehlte diesen Rekord mit seinem weitesten Wurf um 2,94 Meter.

## Durchführung des Wettbewerbs
Die Teilnehmer traten am 4. August zu einer Qualifikationsrunde in zwei Gruppen an. Als Qualifikationsweite waren 64,00 Meter gefordert. Vier Athleten erreichten oder übertrafen diese Weite – hellblau unterlegt – und qualifizierten sich für das Finale am selben Tag. Das Finalfeld wurde auf Grundlage der Weiten aus der Qualifikation mit weiteren acht Werfern – hellgrün unterlegt – auf zwölf Sportler aufgefüllt. Im Finale hatten alle Teilnehmer drei Versuche, den besten sechs Werfer standen anschließend weitere drei Versuche zu.

## Qualifikation
4. August 1948, 11:00 Uhr
Anmerkung:
Nur die jeweiligen Bestweiten sind überliefert. Die Reihenfolge und Weiten der weiteren Versuche in der Qualifikation sind unbekannt.

### Gruppe A
| Platz | Name              | Nation           | Weite   |
| ----- | ----------------- | ---------------- | ------- |
| 1     | Martin Biles      | USA              | 67,68 m |
| 2     | Per-Arne Berglund | Schweden         | 67,02 m |
| 3     | Lumír Kiesewetter | Tschechoslowakei | 63,25 m |
| 4     | Odd Mæhlum        | Norwegen         | 63,00 m |
| 5     | Soini Nikkinen    | Finnland         | 61,21 m |
| 6     | Bob Likins        | USA              | 61,00 m |
| 7     | Ricardo Héber     | Argentinien      | 60,82 m |
| 8     | Nico Lutkeveld    | Niederlande      | 56,25 m |
| 9     | Pedro Apellániz   | Spanien          | 54,93 m |
| 10    | Morville Chote    | Großbritannien   | 54,84 m |
| 11    | Malcolm Dalrymple | Großbritannien   | 53,17 m |
| DNS   | Sven Daleflod     | Schweden         |         |
| DNS   | Erwin Pektor      | Österreich       |         |
| DNS   | Luis Ganoza       | Peru             |         |

### Gruppe B
| Platz | Name             | Nation      | Weite   |
| ----- | ---------------- | ----------- | ------- |
| 1     | Tapio Rautavaara | Finnland    | 64,68 m |
| 2     | Gunnar Petersson | Schweden    | 64,04 m |
| 3     | Steve Seymour    | USA         | 63,83 m |
| 4     | Mirko Vujačić    | Jugoslawien | 62,53 m |
| 5     | Pauli Vesterinen | Finnland    | 61,67 m |
| 6     | József Várszegi  | Ungarn      | 61,63 m |
| 7     | Raymond Tissot   | Frankreich  | 58,19 m |
| 8     | Dušan Vujačić    | Jugoslawien | 57,62 m |
| 9     | Jóel Sigurðsson  | Island      | 55,69 m |
| 10    | Leo Roininen     | Kanada      | 53,92 m |
| 11    | Halil Zıraman    | Türkei      | 53,30 m |
| 12    | Pierre Sprecher  | Frankreich  | 52,30 m |
| DNS   | Jaime Piqueras   | Peru        |         |

## Legende
Kurze Übersicht zur Bedeutung der Symbolik – so üblicherweise auch in sonstigen Veröffentlichungen verwendet:
| x | ungültig |

## Finale
4. August 1948, 14:30 Uhr
Anmerkung:
Die Versuchsserien sind nur für die besten sechs Werfer bekannt. Bei den anderen Finalisten sind lediglich die Bestweiten übermittelt.
| Platz | Name              | Nation           | 1. Versuch                   | 2. Versuch                   | 3. Versuch                   | 4. Versuch                   | 5. Versuch                   | 6. Versuch                   | Bestweite |
| ----- | ----------------- | ---------------- | ---------------------------- | ---------------------------- | ---------------------------- | ---------------------------- | ---------------------------- | ---------------------------- | --------- |
| 1     | Tapio Rautavaara  | Finnland         | 69,77 m                      | x                            | 57,59 m                      | 59,43 m                      | 61,86 m                      | 58,95 m                      | 69,77 m   |
| 2     | Steve Seymour     | USA              | x                            | 62,37 m                      | 67,56 m                      | 61,72 m                      | 63,58 m                      | 61,00 m                      | 67,56 m   |
| 3     | József Várszegi   | Ungarn           | 67,03 m                      | 58,14 m                      | 60,29 m                      | 57,53 m                      | 59,71 m                      | 58,35 m                      | 67,03 m   |
| 4     | Pauli Vesterinen  | Finnland         | 65,44 m                      | 60,69 m                      | 63,01 m                      | 61,76 m                      | 65,89 m                      | 65,79 m                      | 65,89 m   |
| 5     | Odd Mæhlum        | Norwegen         | 65,32 m                      | 62,00 m                      | 61,67 m                      | 59,23 m                      | 60,59 m                      | 59,33 m                      | 65,32 m   |
| 6     | Martin Biles      | USA              | 58,70 m                      | 65,09 m                      | 65,17 m                      | 59,09 m                      | 64,10 m                      | 65,17 m                      | 65,17 m   |
| 7     | Mirko Vujačić     | Jugoslawien      | Versuchsserien nicht bekannt | Versuchsserien nicht bekannt | Versuchsserien nicht bekannt | Versuchsserien nicht bekannt | Versuchsserien nicht bekannt | Versuchsserien nicht bekannt | 64,89 m   |
| 8     | Bob Likins        | USA              | Versuchsserien nicht bekannt | Versuchsserien nicht bekannt | Versuchsserien nicht bekannt | Versuchsserien nicht bekannt | Versuchsserien nicht bekannt | Versuchsserien nicht bekannt | 64,51 m   |
| 9     | Gunnar Petersson  | Schweden         | Versuchsserien nicht bekannt | Versuchsserien nicht bekannt | Versuchsserien nicht bekannt | Versuchsserien nicht bekannt | Versuchsserien nicht bekannt | Versuchsserien nicht bekannt | 62,80 m   |
| 10    | Per-Arne Berglund | Schweden         | Versuchsserien nicht bekannt | Versuchsserien nicht bekannt | Versuchsserien nicht bekannt | Versuchsserien nicht bekannt | Versuchsserien nicht bekannt | Versuchsserien nicht bekannt | 62,62 m   |
| 11    | Lumír Kiesewetter | Tschechoslowakei | Versuchsserien nicht bekannt | Versuchsserien nicht bekannt | Versuchsserien nicht bekannt | Versuchsserien nicht bekannt | Versuchsserien nicht bekannt | Versuchsserien nicht bekannt | 60,25 m   |
| 12    | Soini Nikkinen    | Finnland         | Versuchsserien nicht bekannt | Versuchsserien nicht bekannt | Versuchsserien nicht bekannt | Versuchsserien nicht bekannt | Versuchsserien nicht bekannt | Versuchsserien nicht bekannt | 58,05 m   |

Tapio Rautavaara, der den Wettkampf mit einem weiten Wurf schon im ersten Versuch gewinnen konnte, war ein Multitalent. Er war auch als Bogenschütze erfolgreich – Landesmeister und Mannschaftsweltmeister – und später als Schauspieler und Sänger bekannt.
Die beiden weiteren Medaillengewinner, Steve Seymour (USA) und der Ungar József Várszegi, hatten die direkte Qualifikationsweite zwar nicht geschafft, das Finale aber dennoch als Fünfter (Seymour) bzw. Zehnter (Várszegi) erreicht. Seymour brachte sich im Finale mit seinem dritten Versuch auf Platz zwei, Várszegi warf im ersten Durchgang die Weite für die Bronzemedaille. Die Anlage bot mit ihrem weichen Anlauf keine Voraussetzungen für bessere Weiten. So blieb der Weltrekord in weiter Ferne und auch der olympische Rekord hatte weiter Bestand.
Im achten olympischen Wettbewerb warf Rautavaara den Speer zum vierten finnischen Sieg.

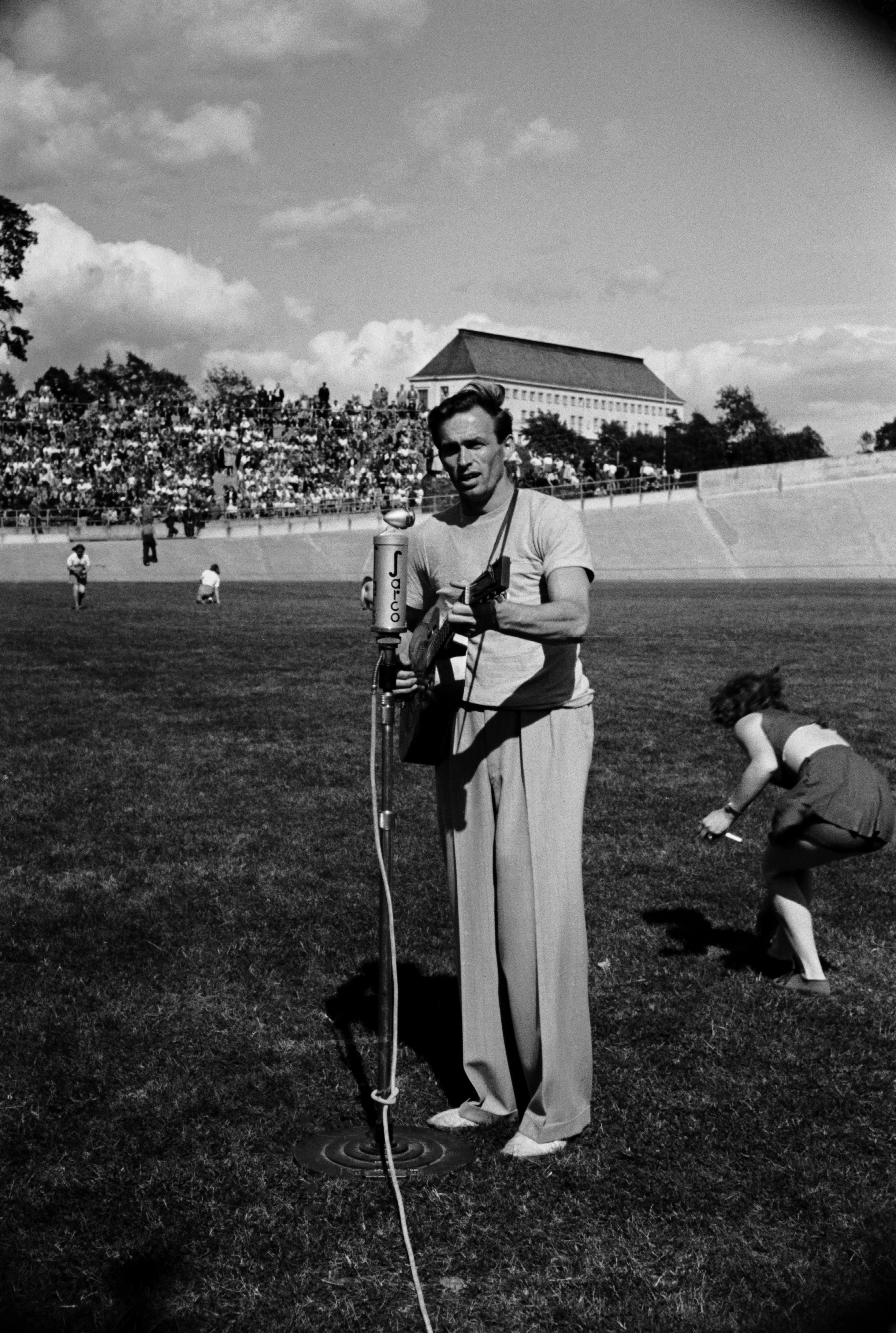
Olympiasieger Tapio Rautavaara – hier bei einer Einlage mit seiner Gitarre
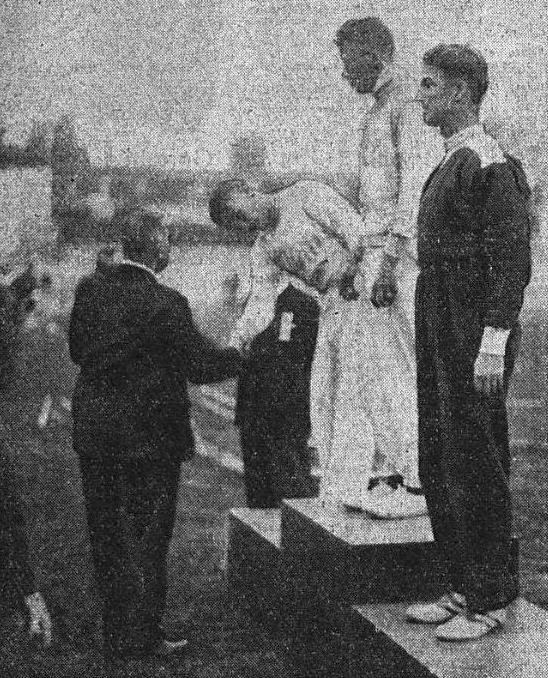
Bronzemedaillengewinner József Várszegi (ganz rechts nach seinem dritten Platz bei den Europameisterschaften 1938)